# Fredrik Löwenadler
Fredrik Löwenadler (* 12. September 1895 in Göteborg; † 3. September 1967 ebenda) war ein schwedischer Schwimmer.
Löwenadler war Mitglied des Göteborger Schwimmvereins Simklubben. 1912 nahm er 16-jährig an den Olympischen Sommerspielen 1912 im heimischen Stockholm teil. Im Wettbewerb über 200 Meter Brust war er einer von sieben schwedischen Startern und verfehlte als Dritter seines Vorlaufs den Einzug ins Halbfinale.